# Imponderabilitate

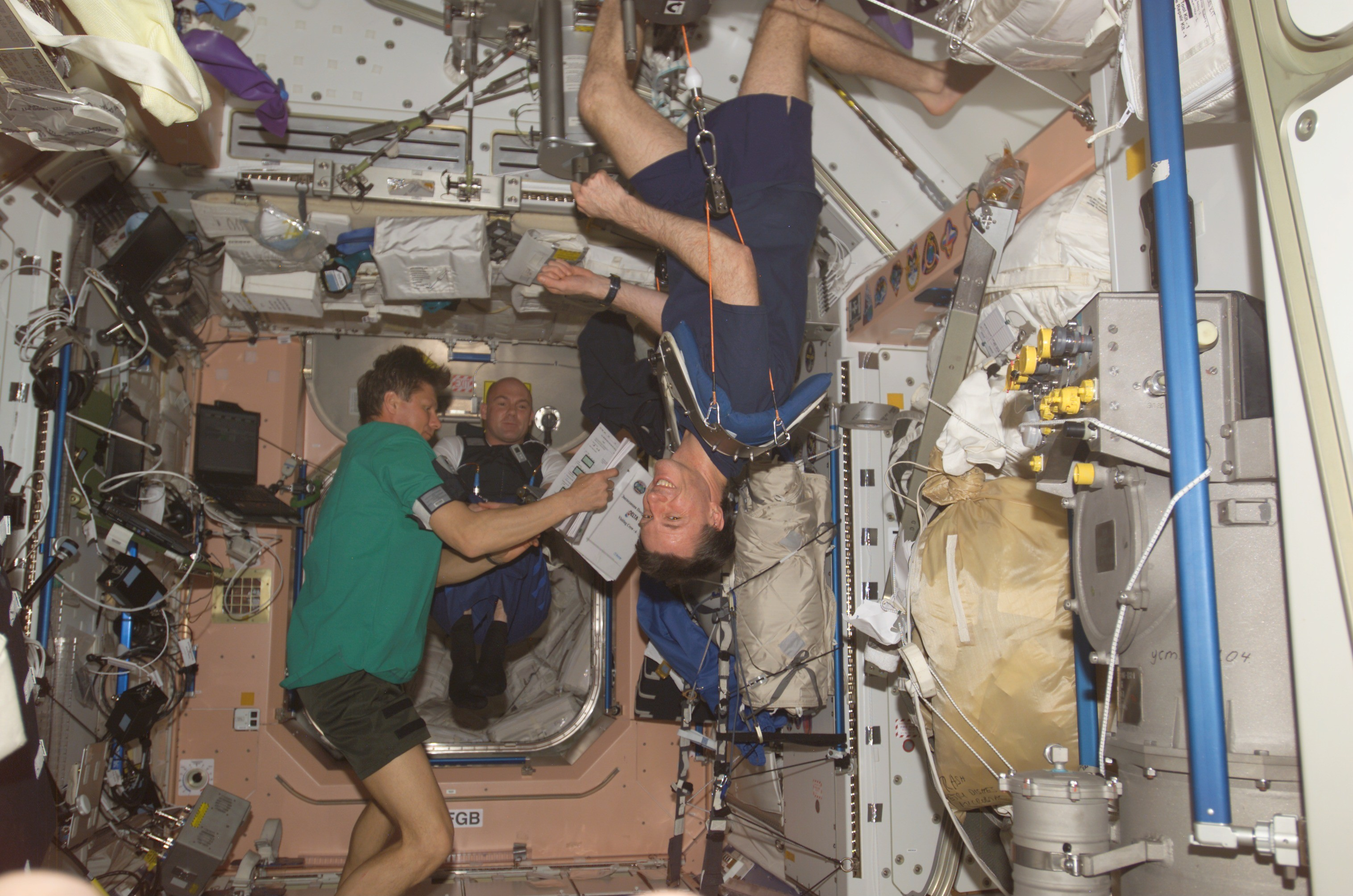
Astronauţii de pe Staţia spaţială internaţională experimentează microgravitația și afișează astfel un exemplu de imponderabilitate. en poate fi văzut în prim-plan.

Imponderabilitatea este starea de gravitație nulă ce apare la depășirea atmosferei Pământului de către un corp, de regulă o rachetă spațială sau orice acțiune care are ca scop reducerea/anularea forței gravitaționale a Terrei.
Imponderabilitatea este caracterul sau starea unui corp a cărui greutate se reduce datorită ieșirii sale din câmpul gravitației terestre sau se anulează datorită unei forțe de sens contrar.

NASA utilizează pentru simularea imponderabilității o incintă ermetică care se umple cu apă și, astfel apare o oarecare stare de gravitație mult redusă similară gravitației Lunii ori Planetei Roșii.